# Haus Lippe

Stammwappen des Hauses Lippe

Das Haus Lippe ist ein Hochadelsgeschlecht von europäischer Bedeutung, dessen Anfänge bis ins 12. Jahrhundert reichen. Das seit 1413 nachweislich reichsständische Territorium Lippe, das ab 1512 zum Niederrheinisch-Westfälischen Reichskreis zählte, wurde 1528 zur Grafschaft Lippe erhöht und 1789 zum Reichsfürstentum erhoben. Die Fürsten zur Lippe gehörten als regierende Monarchen des Fürstentums Lippe bis 1918 zu den Bundesfürsten im Deutschen Kaiserreich.

## Geschichte

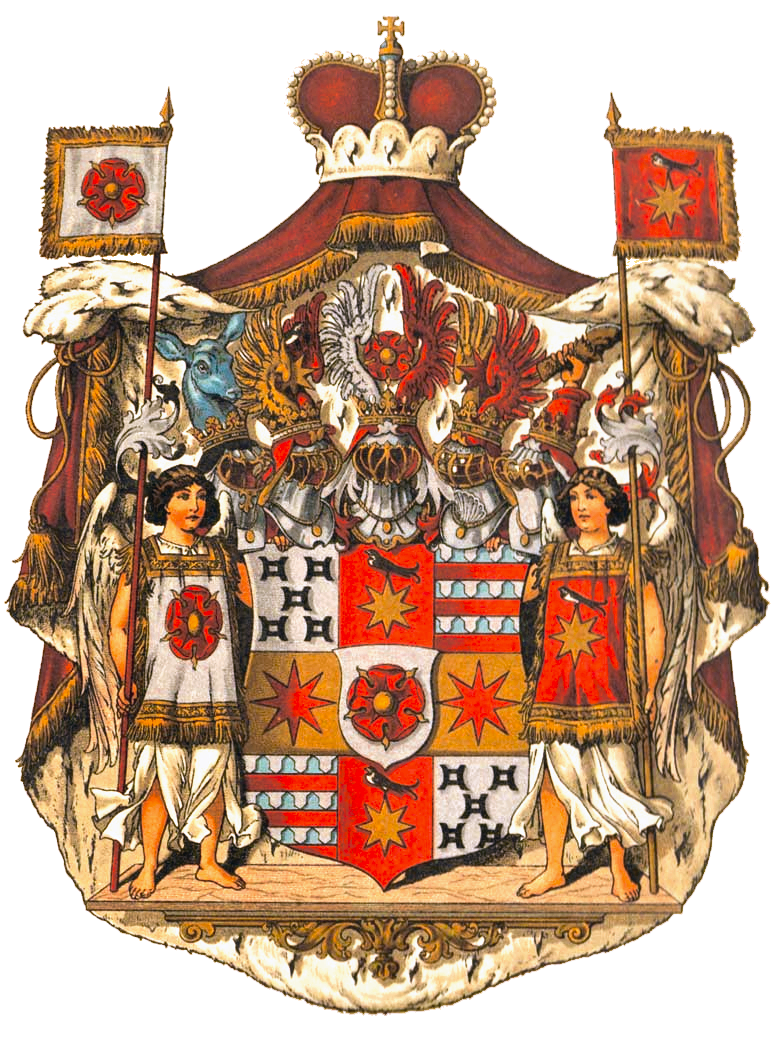
Großes Wappen des fürstlichen Hauses Lippe, mit der Lippe'schen Rose im Herzschild

Erstmals werden im Jahr 1123 die Brüder Bernhard und Hermann zur Lippia genannt. Ihr Stammsitz lag in der Gegend des heutigen Lippstadt. Hermanns Sohn, Bernhard II., regierte die Herrschaft Lippe von 1167 bis 1194 von Lemgo aus. Ihm folgte sein Sohn Hermann II.
1529 wurde die Herrschaft Lippe zur reichsunmittelbaren Grafschaft des Heiligen Römischen Reiches (als Mitglied des Niederrheinisch-Westfälischen Reichskreises) erhoben. 1621 teilte sich die Familie in die Linien Lippe-Brake (1709 erloschen), Lippe-Alverdissen (ab 1643 durch Erbschaft zum regierenden Grafenhaus Schaumburg-Lippe geworden) und die regierende Linie Lippe-Detmold. Von Letzterer spalteten sich wiederum die nicht-regierenden Nebenlinien Lippe-Biesterfeld (nach einem Jagdschloss in Lügde-Biesterfeld, NRW), Lippe-Weißenfeld und Lippe-Falkenflucht ab. Nach dem Ende des Heiligen Römischen Reiches (Deutscher Nation) 1806 wurden die beiden nunmehr souveränen Grafschaften Lippe-Detmold und Schaumburg-Lippe 1807 durch Beitritt zum Rheinbund faktisch zu Fürstentümern erhöht.
Als die Detmolder Linie mit den Brüdern Woldemar († 1895) und Alexander († 1905) erlosch, kam es zum Lippischen Erbfolgestreit zwischen der fürstlichen Linie Schaumburg-Lippe und der gräflichen Linie Lippe-Biesterfeld, den 1897 Ernst zur Lippe-Biesterfeld für sich entschied.
Mit Beatrix, einer Tochter des Prinzen Bernhard zur Lippe-Biesterfeld, eines Enkels des Grafregenten Ernst, stellte das Haus Lippe von 1980 bis 2013 die regierende Königin der Niederlande.

## Herren, Grafen und Fürsten zur Lippe
Zum deutschen Adelshaus Lippe gehörten folgende Personen:

### Herren zur Lippe
| Name          | Herrschaft         | Bemerkungen    |
| ------------- | ------------------ | -------------- |
| Bernhard I.   | 1123–1158          |                |
| Hermann I.    | 1158–1167          |                |
| Bernhard II.  | 1168–1196          |                |
| Hermann II.   | 1196–1229          |                |
| Bernhard III. | 1230–1265          |                |
| Hermann III.  | 1265–1273          |                |
| Bernhard IV.  | 1265–1275          |                |
| Simon I.      | 1273–1344          |                |
| Simon II.     |                    |                |
| Otto          | 1344–1360 in Lemgo |                |
| Bernhard V.   | 1344–1364 in Rheda |                |
| Simon III.    | 1360–1410          |                |
| Bernhard VI.  | 1410–1415          |                |
| Simon IV.     | 1415–1429          |                |
| Bernhard VII. | 1429–1511          |                |
| Simon V.      | 1511–1536          | (ab 1528 Graf) |

### Grafen zur Lippe
| Name                                                                                          | Herrschaft | Bemerkungen    |
| --------------------------------------------------------------------------------------------- | ---------- | -------------- |
| Simon V.                                                                                      | 1511–1536  | seit 1528 Graf |
| Bernhard VIII.                                                                                | 1536–1563  |                |
| Simon VI.                                                                                     | 1563–1613  |                |
| Erbteilung auf Lippe-Detmold (Simon VII.), Lippe-Brake (Otto) und Lippe-Schauenburg (Philipp) |            |                |

### Grafen zur Lippe-Detmold
| Name                                                      | Herrschaft | Bemerkungen     |
| --------------------------------------------------------- | ---------- | --------------- |
| Simon VII.                                                | 1613–1627  |                 |
| weitere Erbteilung in Lippe-Detmold und Lippe-Biesterfeld |            |                 |
| Simon Ludwig                                              | 1627–1636  |                 |
| Simon Philipp                                             | 1636–1650  |                 |
| Johann Bernhard                                           | 1650–1652  |                 |
| Hermann Adolf                                             | 1652–1665  |                 |
| Simon Heinrich                                            | 1665–1697  |                 |
| Friedrich Adolf                                           | 1697–1718  |                 |
| Simon Heinrich Adolf                                      | 1718–1734  |                 |
| Simon August                                              | 1734–1782  |                 |
| Leopold I.                                                | 1782–1802  | seit 1789 Fürst |

### Grafen zur Lippe-Biesterfeld
| Name                                                                                            | Herrschaft                                          | Bemerkungen |
| ----------------------------------------------------------------------------------------------- | --------------------------------------------------- | --- |
| Jobst Hermann                                                                                   | 1625–1678                                           | |
| Rudolf Ferdinand                                                                                | 1678–1736                                           | |
| Erbteilung in Lippe-Biesterfeld (Friedrich Karl August) und Lippe-Weißenfeld (Ferdinand Ludwig) |                                                     | |
| Friedrich Karl August                                                                           | 1736–1781                                           | |
| Karl Ernst Casimir                                                                              | 1781–1810                                           | |
| Wilhelm Ernst                                                                                   | 1810–1840                                           | |
| Julius                                                                                          | 1840–1884                                           | „Serenissimus haben dem Herrn Grafen Julius zur Lippe=Biesterfeld zu Obercassel bei Bonn, Senior der Erbherrlichen Linie Lippe=Biesterfeld, das Prädicat „Erlaucht“ beizulegen geruht. Detmold, den 27ten August 1844. / Fürstlich Lippische Regierung. W. A. Eschenburg.“ – Fürstlich Lippisches Regierungs= und Anzeigeblatt, No. 36, 7. September 1844 |
| Ernst zur Lippe-Biesterfeld                                                                     | 1884–1904, ab 1897 Grafregent des Fürstentums Lippe | |

### Grafen zur Lippe-Brake
| Name                           | Herrschaft | Bemerkungen                                                                                            |
| ------------------------------ | ---------- | --- |
| Otto (Lippe-Brake)             | 1621–1657  | Begründer der Linie Lippe-Brake nach der Erbteilung aufgrund des Testaments von Graf Simon VI. (Lippe) |
| Kasimir (Lippe-Brake)          | 1657–1692  | |
| Rudolph (Lippe-Brake)          | 1692–1707  | |
| Ludwig-Ferdinand (Lippe-Brake) | 1707–1709  | Letzter männlicher Nachkomme. Die Linie Lippe-Brake erlosch mit seinem Tod 1709.                       |

### Grafen und Prinzen zur Lippe-Weißenfeld
| Name                                                        | Herrschaft | Bemerkungen                                                                        |
| ----------------------------------------------------------- | ---------- | ---------------------------------------------------------------------------------- |
| Ferdinand Ludwig                                            | 1736–1781  | Sitz auf Schloss Saßleben, Niederlausitz (ab 1815 zu Brandenburg gehörig)          |
| Friedrich Ludwig                                            | 1781–1791  | Hr. Schloss Saßleben                                                               |
| Ferdinand                                                   | 1791–1846  | ab 1797 Herr der Herrschaft Baruth (Oberlausitz)                                   |
| Gustav                                                      | 1846–1882  |                                                                                    |
| Ferdinand                                                   | 1882–1900  |                                                                                    |
| Georg                                                       | 1900–1915  |                                                                                    |
| Erich (seit 1916 Prinz)                                     | 1915–1928  | verkauft vor 1879 Saßleben                                                         |
| Clemens (Vetter 2. Grades von Erich, seit 1916 Prinz)       |            | Herr auf Döberkitz, 1901 Einheirat auf Schloss Proschwitz                          |
| Karl Franz Ferdinand (älterer Sohn von Clemens) (1903–1939) |            | auf Baruth usw.                                                                    |
| Franz Clemens Ulrich (1929–1995)                            |            | Letzter Herr auf Baruth mit Rackel und Buchwalde                                   |
| Christian (jüngerer Sohn von Clemens) (1907–1996)           |            | Herr auf Teichnitz, Lubachau, Gersdorf und Schloss Proschwitz, Mitherr auf Sornitz |

### Fürsten und Regenten des Fürstentums Lippe
| Name                                               | Herrschaft       | Bemerkungen |
| -------------------------------------------------- | ---------------- | --- |
| Leopold I. zur Lippe-Detmold                       | (1782/1789)–1802 | Seit 1789 Fürst                                                                                                 |
| Pauline zur Lippe-Detmold geb. von Anhalt-Bernburg | 1802–1820        | Als Regentin für ihren minderjährigen Sohn Leopold II.                                                          |
| Leopold II. zur Lippe-Detmold                      | (1802/1820)–1851 | |
| Leopold III. zur Lippe-Detmold                     | 1851–1875        | Starb kinderlos                                                                                                 |
| Woldemar zur Lippe-Detmold                         | 1875–1895        | Starb kinderlos                                                                                                 |
| Alexander zur Lippe-Detmold                        | 1895–1905        | Letzter männlicher Nachkomme, als geisteskrank entmündigt. Die Linie Lippe-Detmold erlosch mit seinem Tod 1905. |
| Adolf zu Schaumburg-Lippe                          | 1895–1897        | Regentschaft für Alexander                                                                                      |
| Ernst zur Lippe-Biesterfeld                        | 1897–1904        | Regentschaft für Alexander                                                                                      |
| Leopold IV. zur Lippe-Biesterfeld                  | 1904–1918        | Bis 1905 als Regent für Alexander, danach als Fürst Leopold IV.                                                 |

### Chefs des Hauses Lippe
| Name                                | „Amtszeit“ | Bemerkungen                       |
| ----------------------------------- | ---------- | --------------------------------- |
| Leopold Fürst zur Lippe-Biesterfeld | 1918–1949  |                                   |
| Armin Prinz zur Lippe               | 1949–2015  |                                   |
| Stephan Prinz zur Lippe             | seit 2015  | derzeitiger Chef des Hauses Lippe |

### Weitere wichtige Persönlichkeiten aus dem Hause Lippe

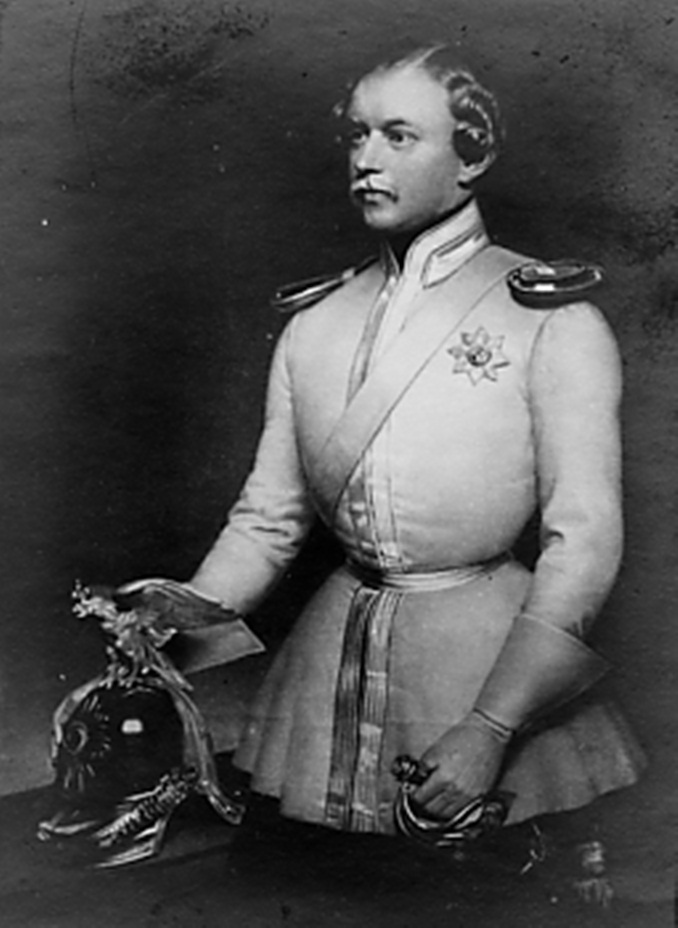
Fürst Leopold III. zur Lippe

- Bernhard V. zur Lippe (1277–1341), Fürstbischof von Paderborn
- Bernhardine zur Lippe (1563–1628), Gräfin von Leiningen-Leiningen
- August zu Lippe-Brake (1643–1701), Generalfeldmarschall und Geheimer Kriegsrat von Hessen-Kassel
- Adolf zur Lippe-Biesterfeld-Weißenfeld (1812–1888), deutsch-US-amerikanischer Arzt, Pionier der Homöopathie
- Leopold zur Lippe-Biesterfeld-Weißenfeld (1815–1889), preußischer Justizminister
- Franz zur Lippe-Biesterfeld-Weißenfeld (1820–1880), sächsischer General der Kavallerie
- Armin zur Lippe-Weißenfeld (1825–1899), deutscher Agrarwissenschaftler
- Ernst zur Lippe-Weißenfeld (1825–1909), preußischer Rittmeister und Historiker
- Julius Ernst zur Lippe-Biesterfeld (1873–1952), deutscher Diplomat
- Karl Christian zur Lippe-Weißenfeld (1889–1942), deutscher Politiker
- Friedrich Wilhelm zur Lippe (1890–1938), Volkskundler und Rasseforscher
- Ernst Leopold Prinz zur Lippe (1902–1987), deutscher Adeliger
- Bernhard Prinz zur Lippe-Biesterfeld (1911–2004), Prinzgemahl von Juliana von Oranien-Nassau, Königin der Niederlande 1948–1980, Vater von Prinzessin Beatrix (* 1938), Königin der Niederlande 1980–2013
- Egmont zur Lippe-Weißenfeld (1918–1944), deutscher Jagdflieger, 263. Träger des Eichenlaubs zum Ritterkreuz d. EK, Major, Kommandant des Nachtjagdgeschwaders 5
- Alfred Prinz zur Lippe-Weissenfeld (1922–2024), UN-Hochkommissar für das Flüchtlingswesen in mehreren Staaten a. D. (siehe UNHCR)
- Teresa Prinzessin zur Lippe-Weissenfeld (1925–2008), 1. Ehe (1946–54) mit Hans Heinrich Thyssen-Bornemisza de Kászon, 2. Ehe mit Friedrich Prinz zu Fürstenberg
- Margarete Hamer-Prinzessin zur Lippe-Weißenfeld (1932–2010), Studienrätin a. D. und Autorin
- Rudolf Prinz zur Lippe-Biesterfeld (1937–2019), Philosoph
- Elisabeth Prinzessin zu Schleswig-Holstein (* 1957), geb. Prinzessin zur Lippe-Weissenfeld,[3] Gemahlin von Christoph, Chef des Hauses Schleswig-Holstein
- Auguste Prinzessin zur Lippe-Weißenfeld, geb. Prinzessin von Bayern (* 1979), Zoologin

### Wappen
Das Stammwappen der Edelherren zur Lippe zeigt seit etwa 1222 eine golden besamte rote fünfblättrige Rose auf silbernem Grund. Auf dem Helm mit rot-silbernen Decken kommt dieselbe Figur als Helmzier vor, entweder direkt mit den Blättern am Helm aufsitzend oder kurz gestielt. Diese Helmzier wurde seit ca. 1240 bis ca. 1450 unverändert geführt, dann trat unter Simon, Herrn zur Lippe, 1455 ein silberner, später roter, auch silbern-roter Flug hinzu.
Der Umstand, dass das (sprechende) Stammwappen der Rosenberger wie dasjenige der Edelherren zur Lippe gestaltet ist, lässt auf keine tatsächliche Verwandtschaft schließen.

### Schlösser des Hauses Lippe
Der ursprüngliche Stammsitz befand sich bei Lippstadt, kann aber heute nicht mehr lokalisiert werden. Nach 1190 kam die Herrschaft Rheda an Bernhard II., Edelherr zur Lippe. Sein Nachfolger Hermann II. verlegte den Hauptsitz von Lippstadt auf das Schloss Rheda, das er zu einer der größten Burgen Norddeutschlands ausbaute. 1364 ging Rheda jedoch nach einer Fehde an die Grafschaft Tecklenburg verloren.
Schloss Detmold ist seit vor 1200 bis heute im Besitz der Familie. 1190 und 1194 wurde südlich davon die Falkenburg errichtet, zur selben Zeit auch das Schloss Brake in Lemgo und bald darauf die Burg Blomberg. 1305 musste Simon I. wegen angeblicher Raubzüge die Burg Enger schleifen. 1323 wurde Schloss Varenholz erworben und damit der Herrschaftsbereich im Norden bis an die Weser ausgedehnt. 1350 wurde ein hälftiger Anteil an der Burg Schwalenberg erworben und 1405 die Burg Sternberg, zunächst als Pfandbesitz. Bernhard V. († vor 1365) erbaute die Burg Horn. 1405 gelangte Schloss Alverdissen an das Haus Lippe; 1613 wurde es als Paragium an Graf Philipp I. zur Lippe-Alverdissen verliehen, der 1640 von seiner Schwester, Gräfin Elisabeth von Holstein-Schaumburg, einen Teil der Grafschaft Schaumburg erbte und damit als regierender Graf Philipp I. das Haus Schaumburg-Lippe begründete. 1812 gelangte Schloss Alverdissen an das Haus Lippe zurück. Schloss Schieder kam 1553 im Zuge der Reformation an die Grafen zur Lippe-Brake, 1773 an das Haus Schaumburg-Lippe und 1789 an das Fürstenhaus Lippe-Detmold, dem es bis 1918 als Sommersitz diente. 1657 ließ Graf Hermann Adolf das Jagdschloss Lopshorn erbauen. Der barocke Lippehof in Lemgo wurde im 18. Jahrhundert errichtet. Die Favorite in Detmold war ein Geschenk des Grafen Friedrich Adolph (1667–1718) an seine Gemahlin, Gräfin Amalie zu Solms-Hohensolms, und wurde 1718 fertiggestellt; in den 1840er Jahren wurde sie zum Neuen Palais umgebaut.
Jobst Hermann (1625–1678), jüngster Sohn des Detmolder Grafen Simon VII. wurde von seinen regierenden Halbbrüdern mit dem Paragium Schwalenberg abgefunden und baute sich ab 1678 die Meierei in Biesterfeld zum Herrensitz aus. Die von ihm begründete jüngere (nicht regierende) Linie spaltete sich unter seinen Enkeln in die Zweige Lippe-Biesterfeld (der 1772 Biesterfeld verließ, nachdem 1770 durch Erbschaft das Gut Oberkassel bei Bonn mit dem Lippeschen Landhaus in seinen Besitz gekommen war) und Lippe-Biesterfeld-Weißenfeld, der durch Heirat in Sachsen zu Besitz gelangte (siehe unten). Nach dem Aussterben der regierenden Detmolder Linie 1895 kam 1897 Graf Ernst zur Lippe-Biesterfeld zur Regentschaft im Fürstentum Lippe. Am 12. November 1918 musste Ernsts Sohn, Fürst Leopold IV., auf den Thron verzichten. Im Domanialvertrag von 1919 wurde die Aufteilung der fürstlichen Besitztümer geregelt und dem Fürsten das Detmolder Residenzschloss, das Jagdschloss Lopshorn einschließlich Gestüt und die Oberförsterei Berlebeck unter bestimmten Auflagen zugesprochen. Heutiger Besitzer ist sein Enkel Stephan Prinz zur Lippe (* 1959).

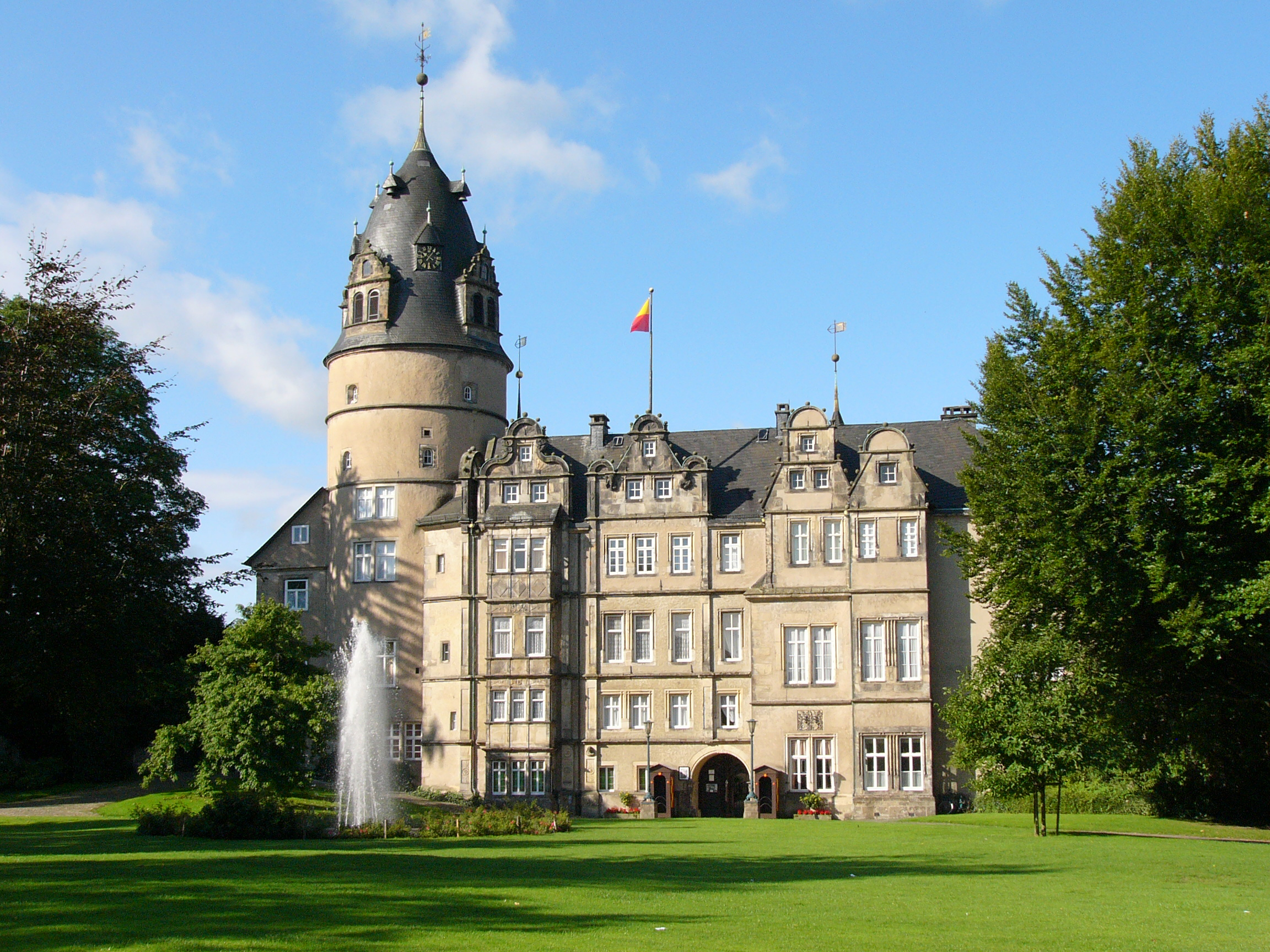
Schloss Detmold
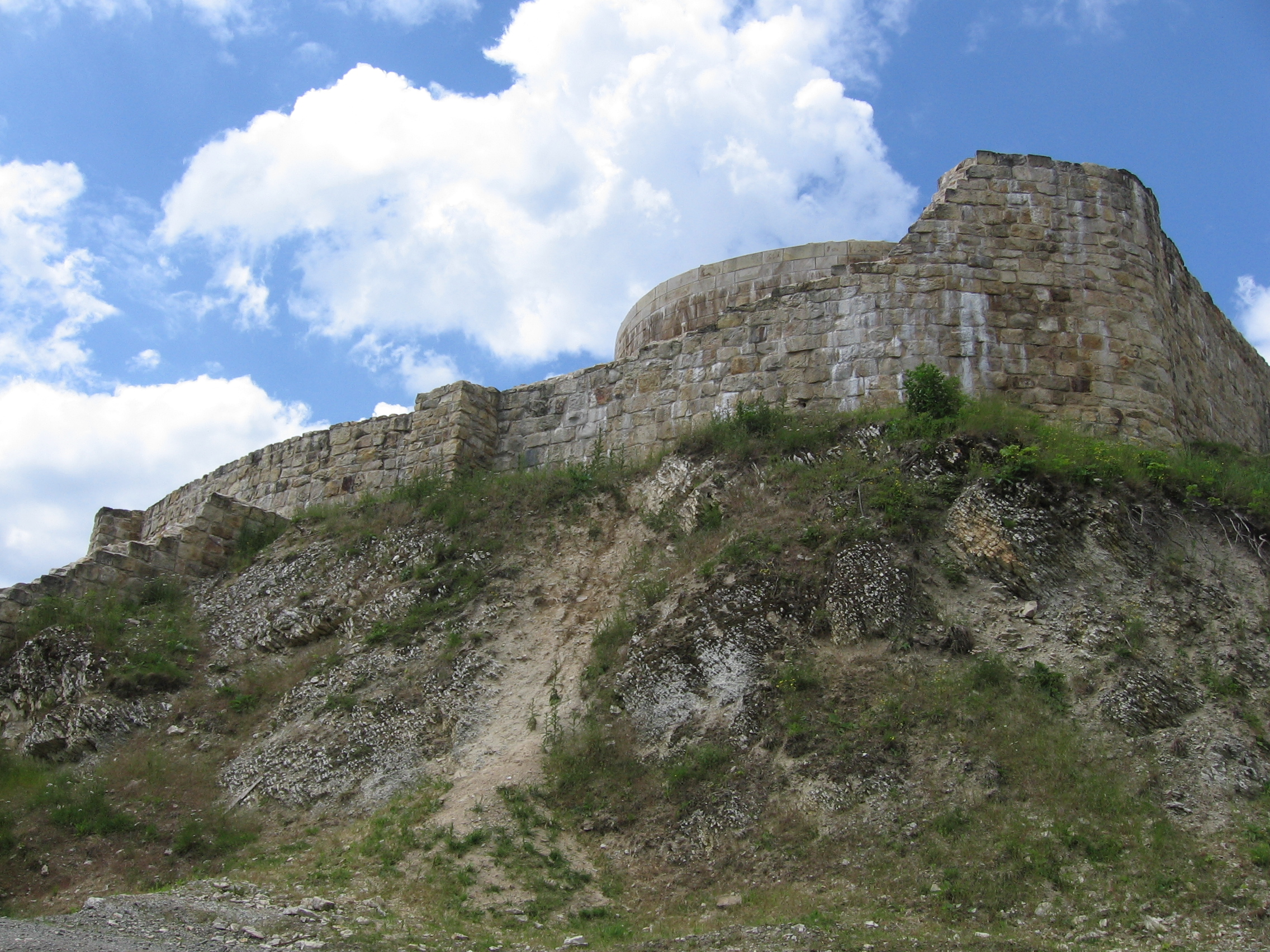
Ruine Falkenburg (Detmold)
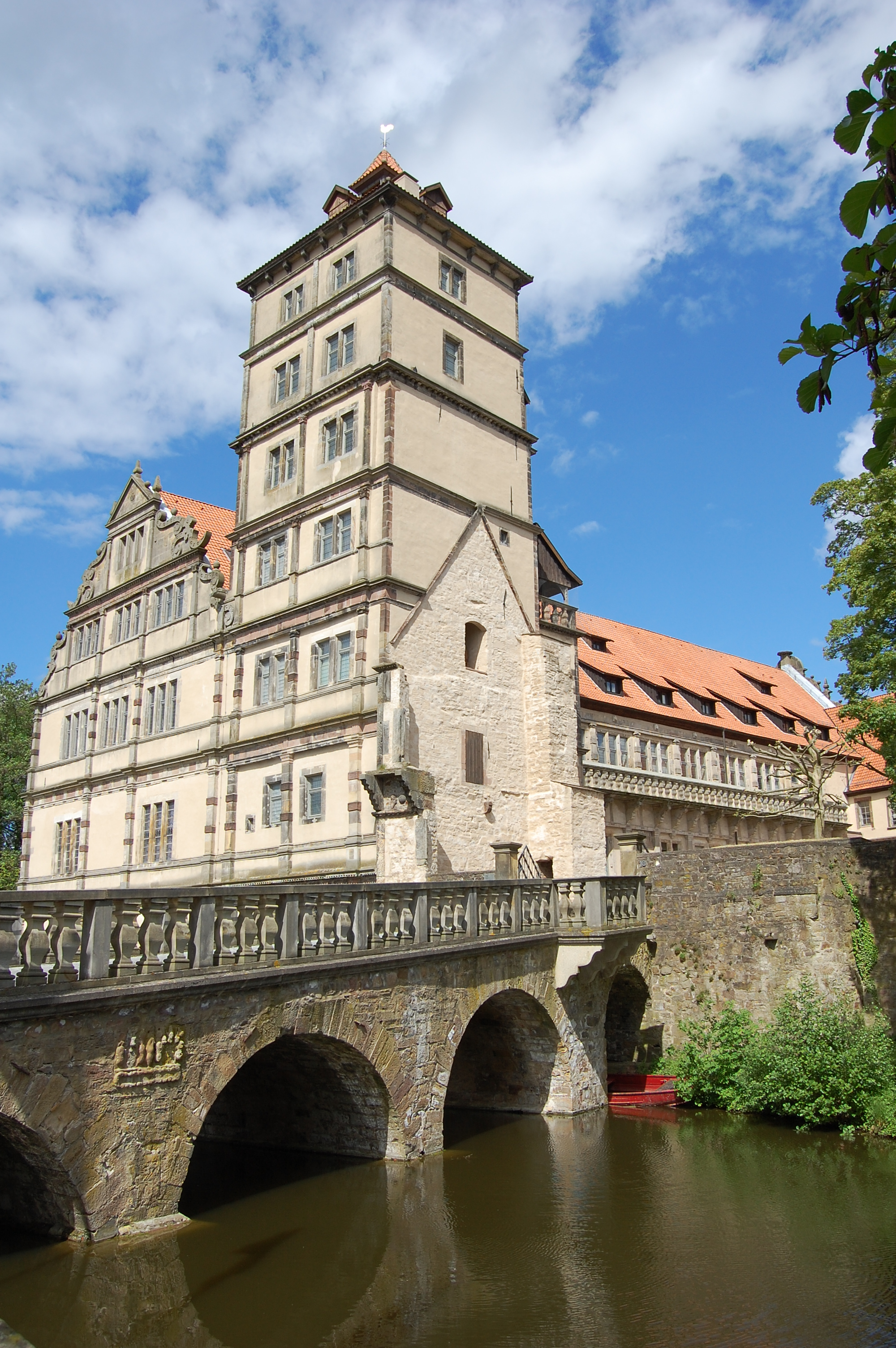
Schloss Brake, Lemgo
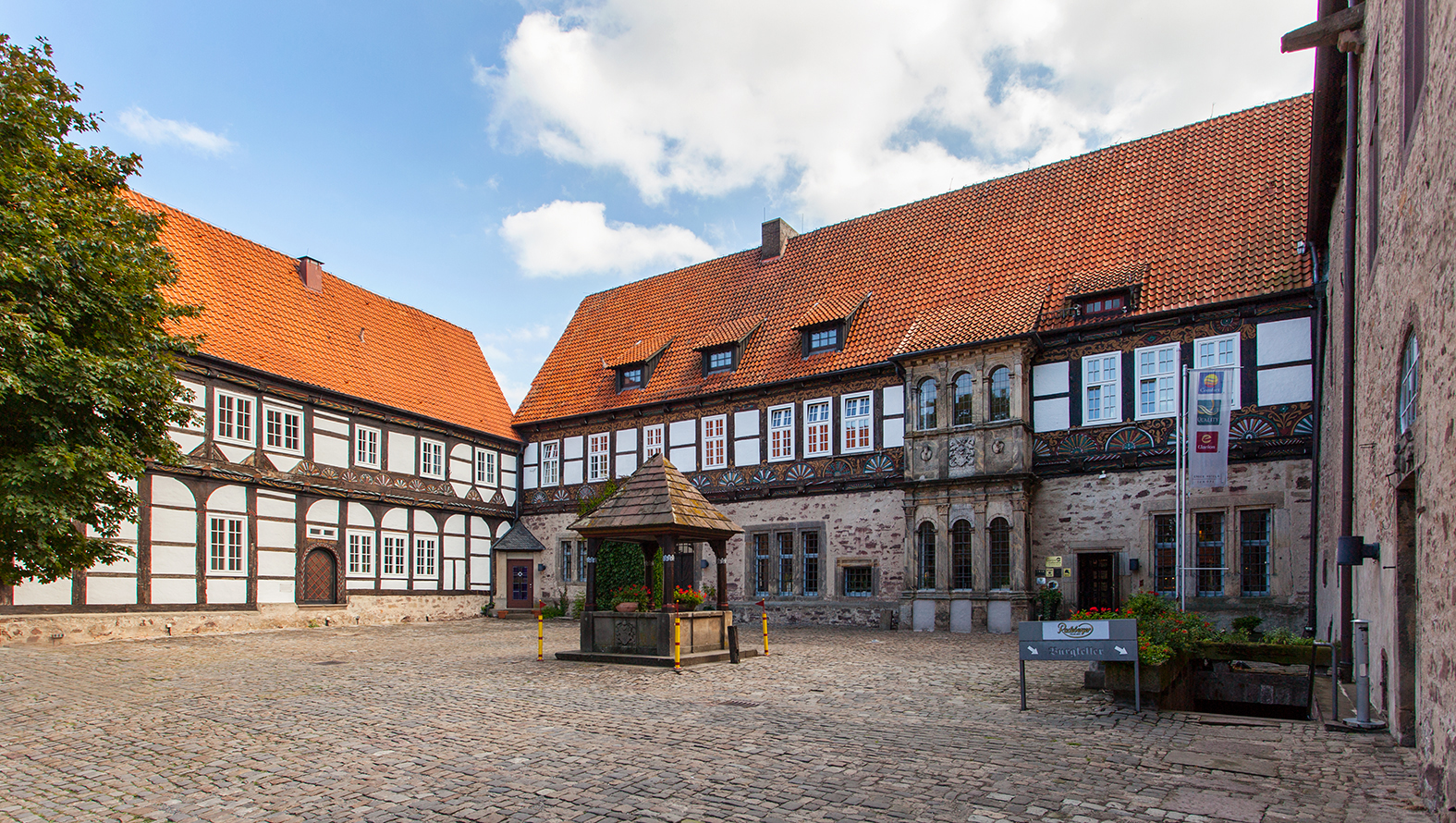
Burg Blomberg
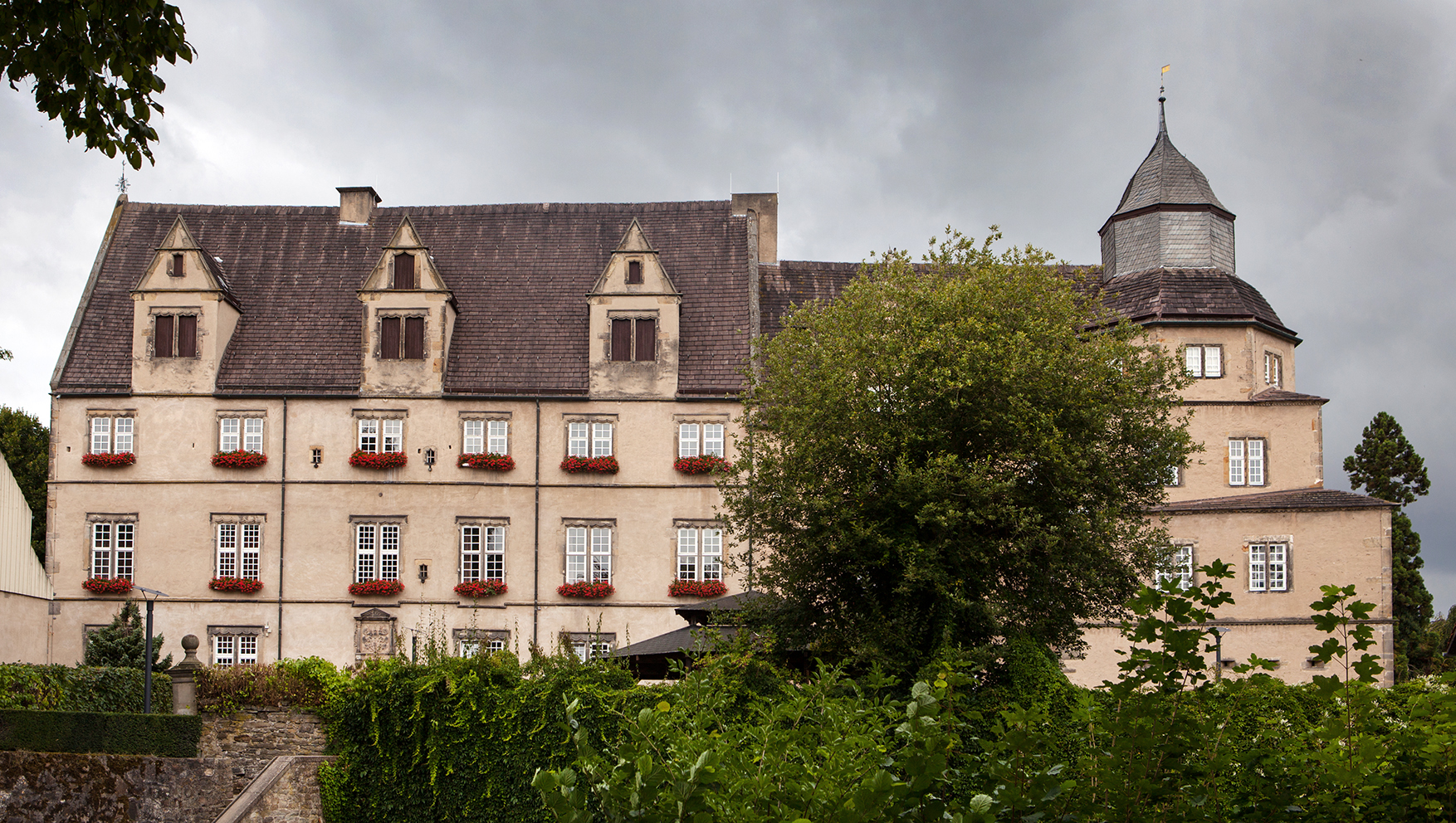
Schloss Varenholz
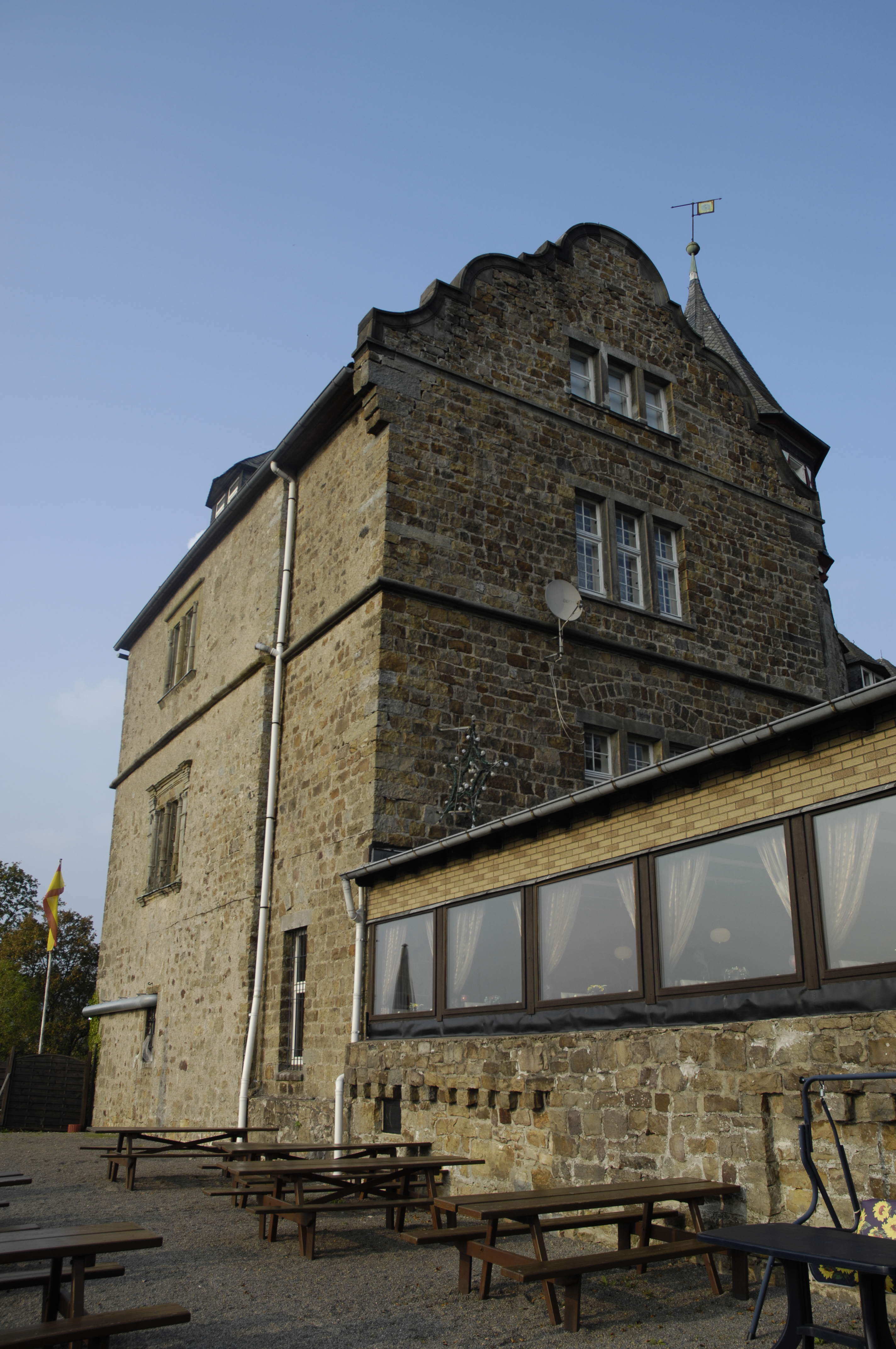
Burg Schwalenberg
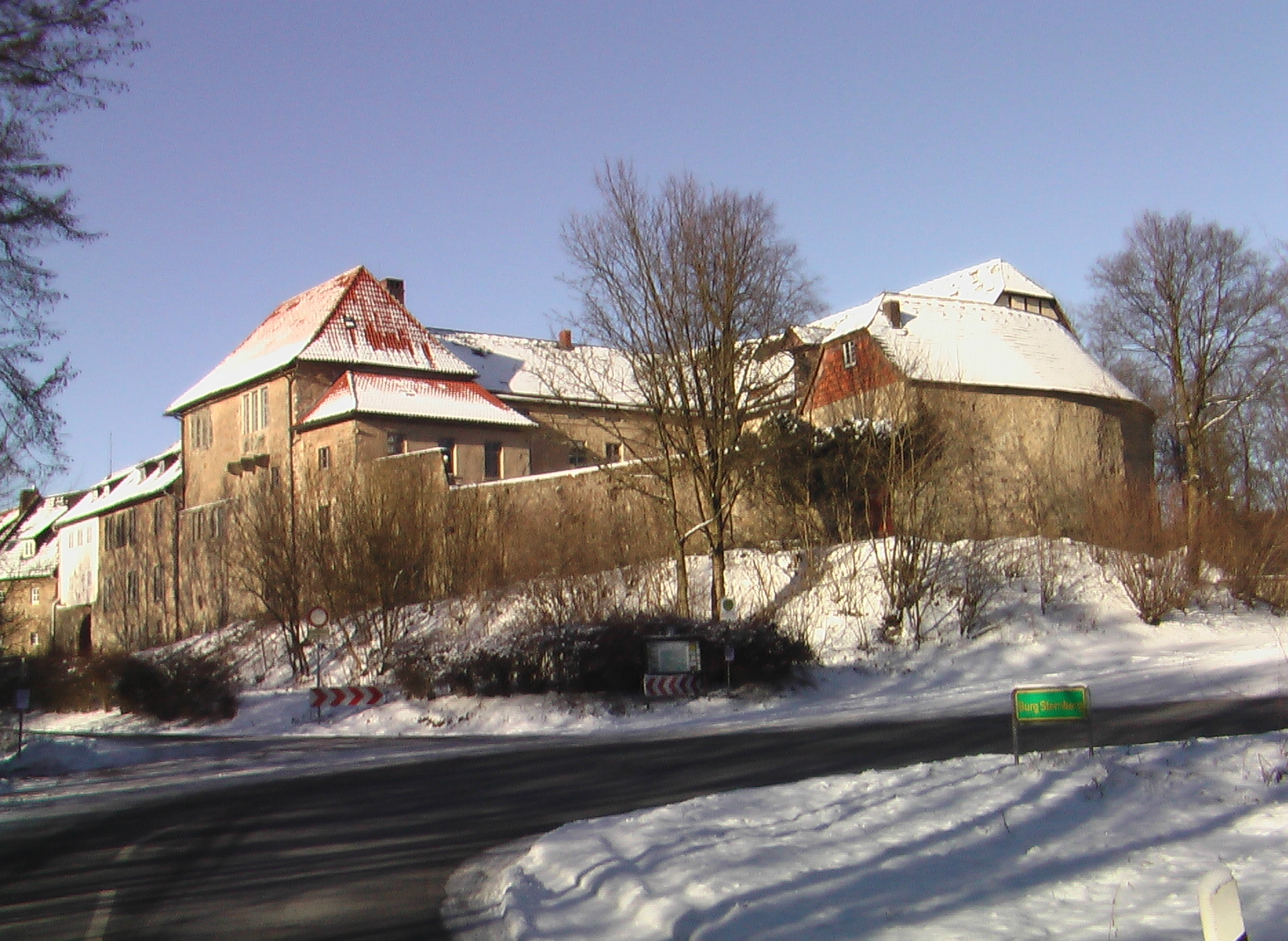
Burg Sternberg
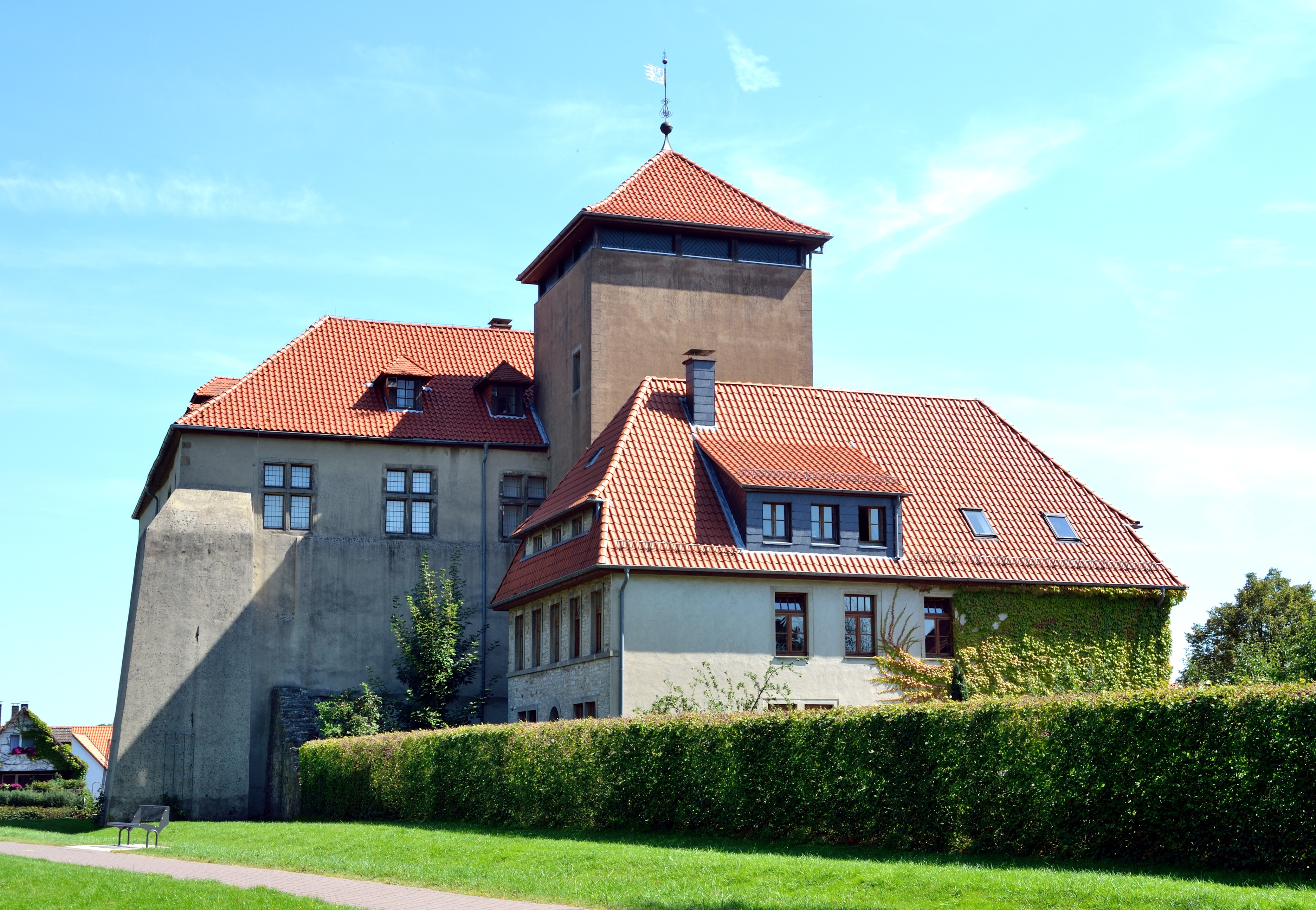
Burg Horn
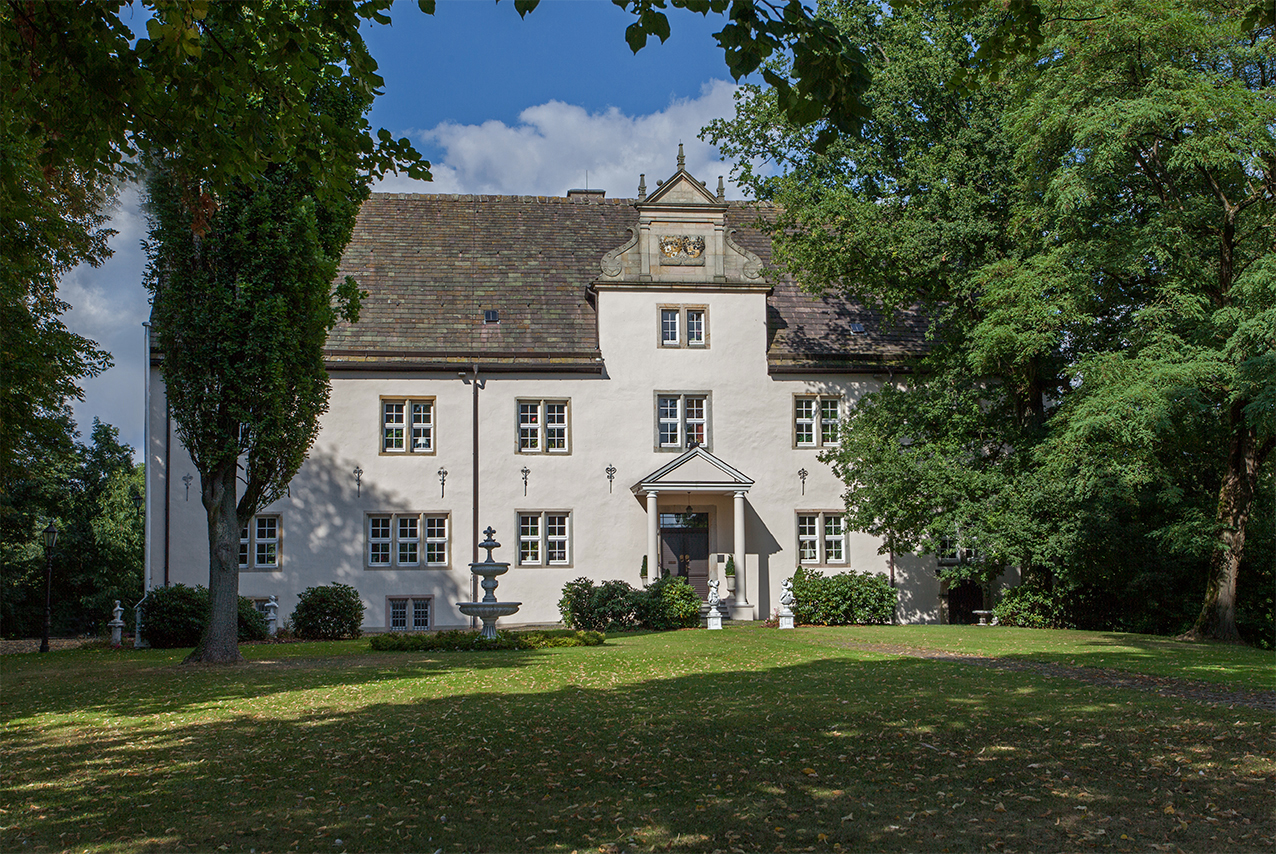
Schloss Alverdissen
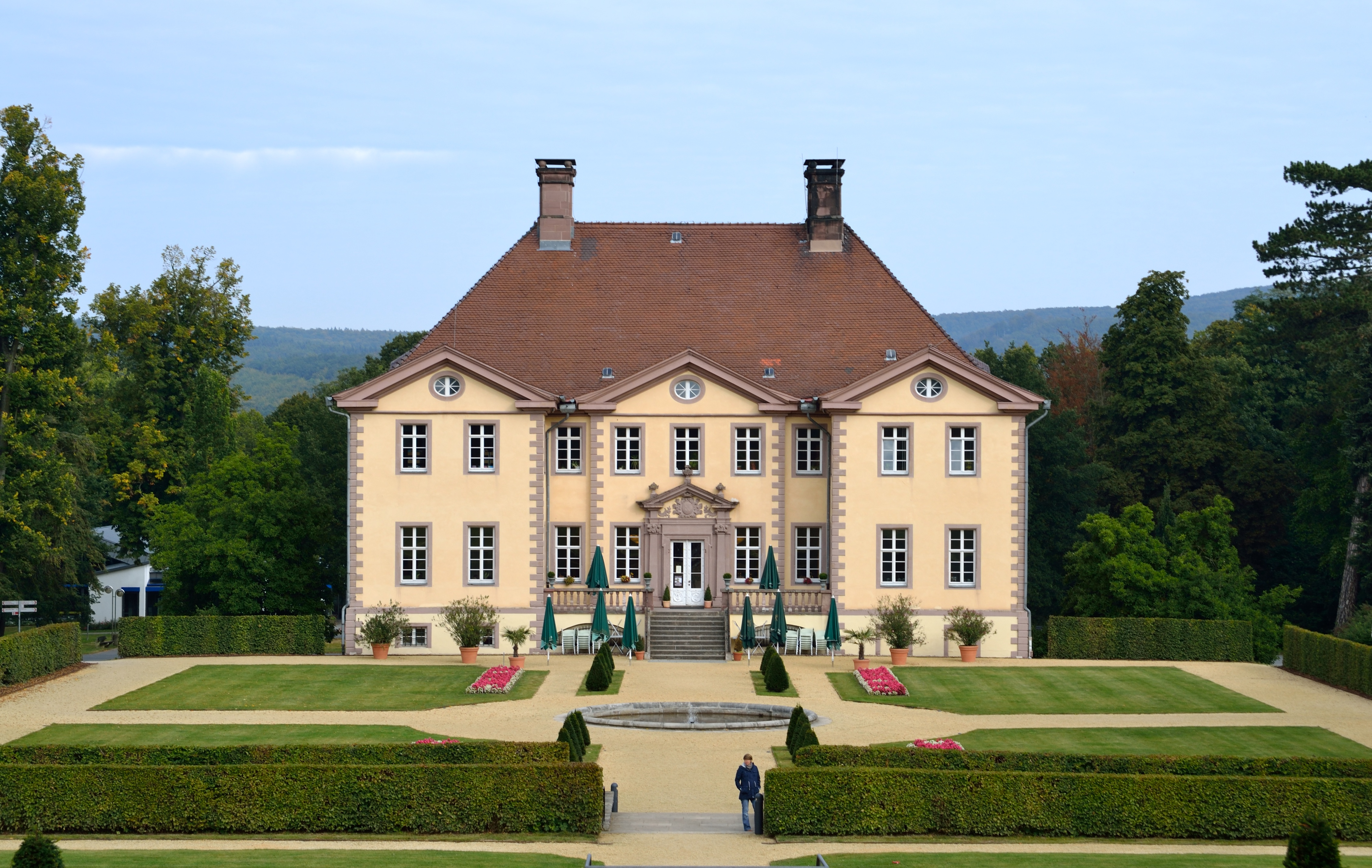
Schloss Schieder
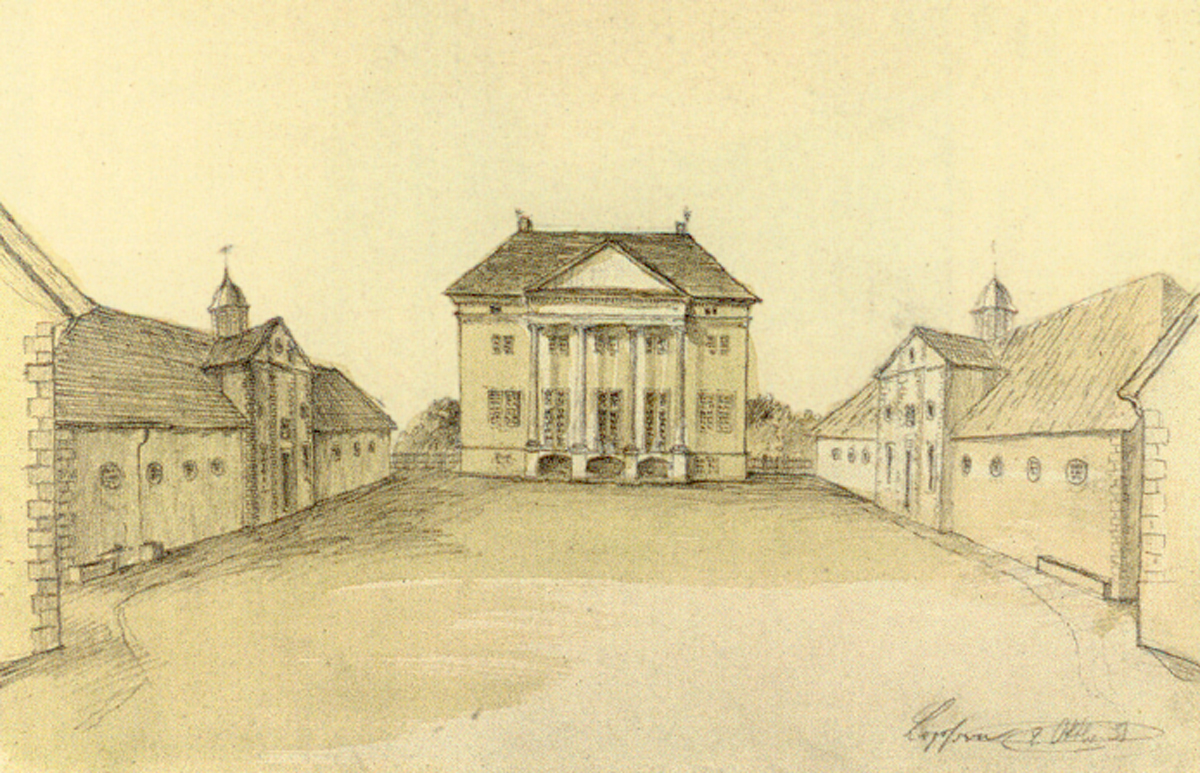
Jagdschloss Lopshorn
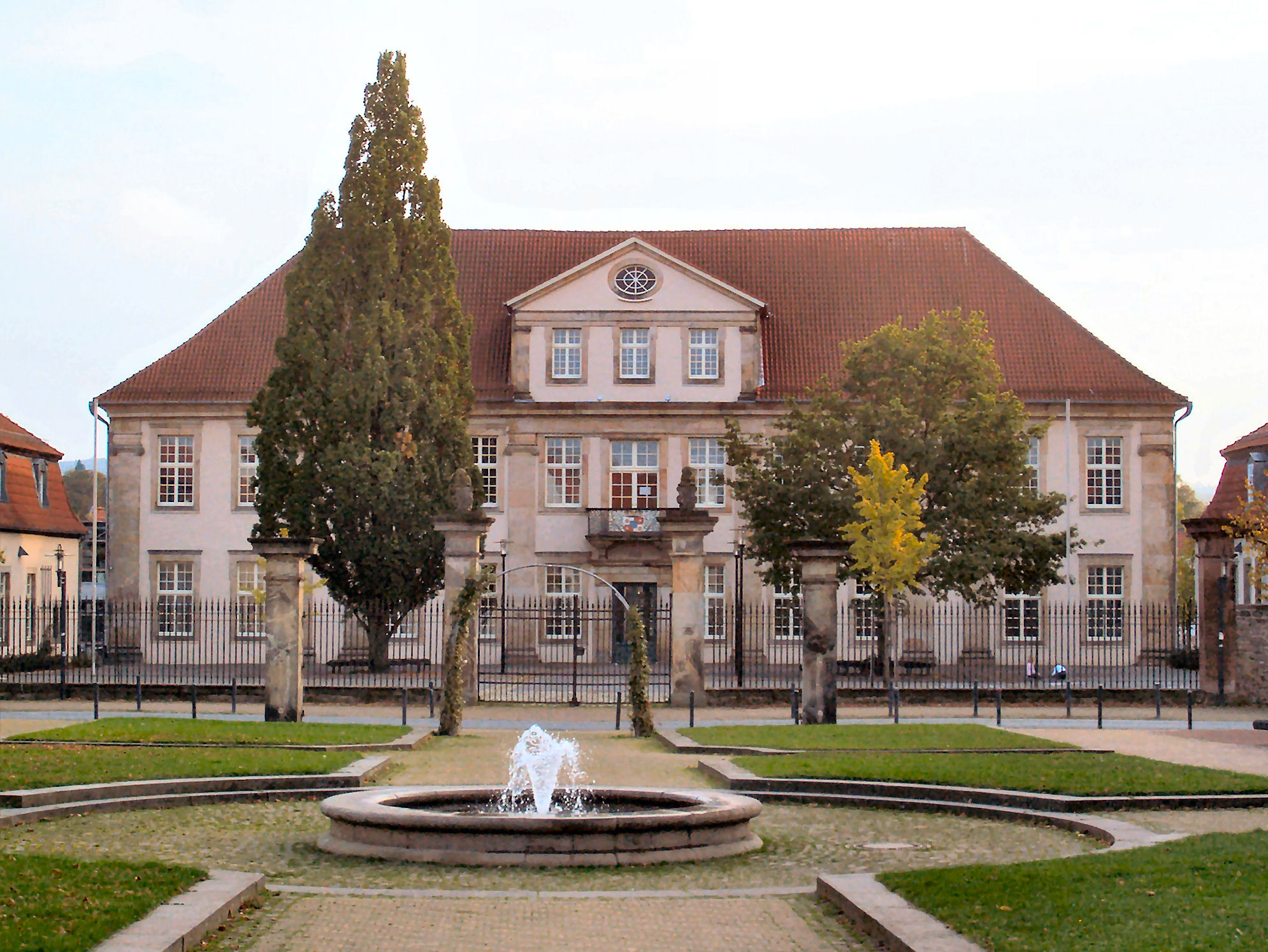
Lippehof in Lemgo
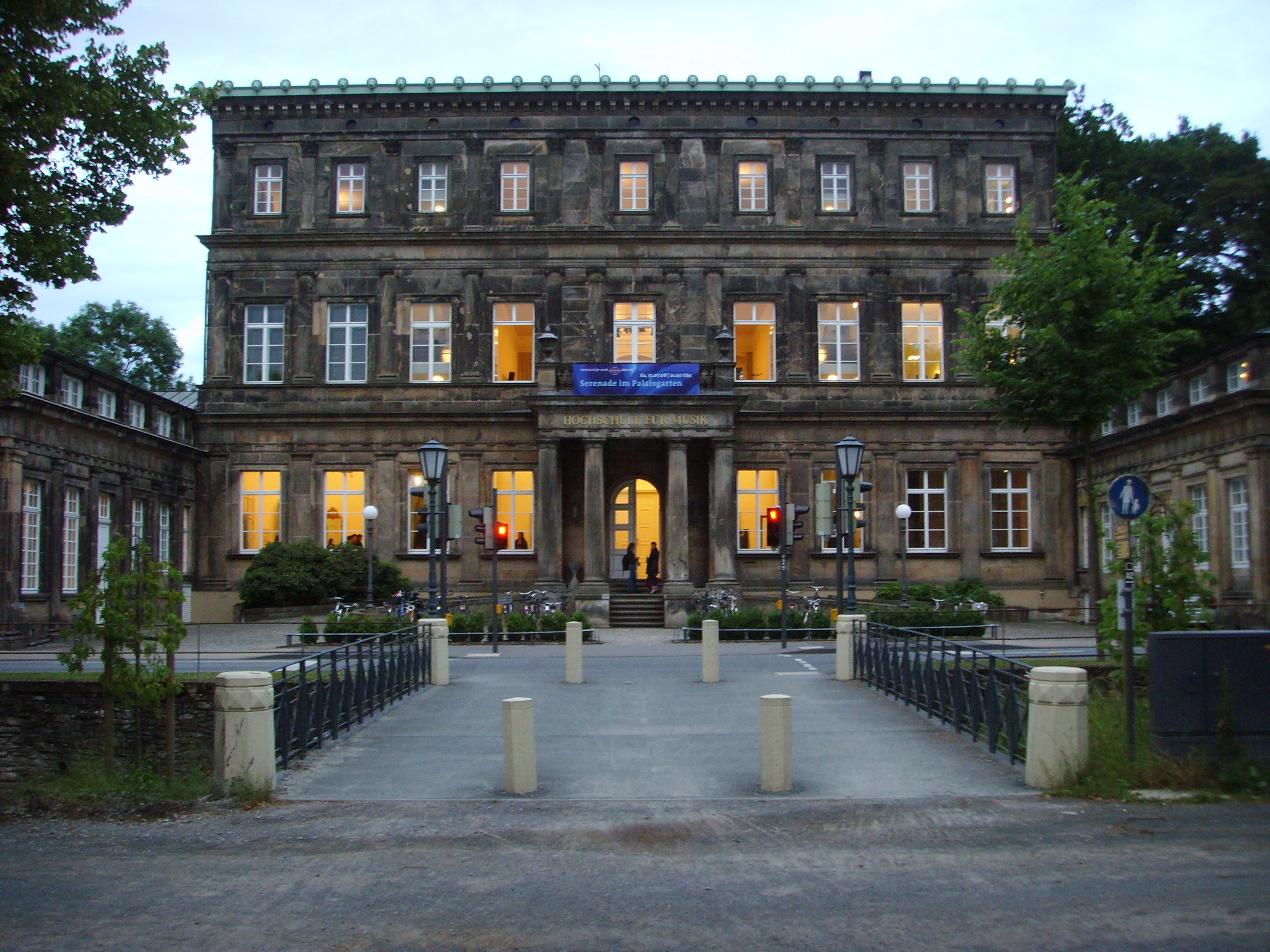
Neues Palais (Detmold)

### Besitze der Linie Lippe-Weißenfeld
Die Nebenlinie Lippe-Weißenfeld entstand 1734, als Ferdinand I. Graf zur Lippe-Biesterfeld das Herrenhaus Weißenfeld im Schwalenberger Wald als Paragium erhielt und sich fortan Lippe-Weißenfeld nannte. Während der Familiensitz Weißenfeld bei Schwalenberg von der dort nicht sehr begüterten Familie bald verlassen und abgebrochen wurde, existierte der Weißenfelder Hof in Lemgo noch bis 1914.
Ende des 18. Jahrhunderts zog sein Sohn Friedrich Ludwig Graf zur Lippe-Weißenfeld (1737–1791) ins Kurfürstentum Sachsen bzw. die zu ihm gehörende Markgrafschaft Oberlausitz, wo er infolge seiner Heirat mit Marie Eleonore Gräfin von Gersdorff das Erbe der Herrschaft Baruth (Oberlausitz) antrat. Diese erbte sein älterer Sohn Ferdinand (1773–1846), während der jüngere Christian (1777–1859) durch Heirat von der Familie Hohenthal, der seine Mutter wie auch seine Ehefrau entstammten, den Besitz Teichnitz erhielt. Die beiden von ihnen begründeten Zweige verblieben bis 1945 auf den dortigen Besitzen. Der letzte regierende lippische Fürst Leopold IV. erhob den älteren Zweig der Grafen zur Lippe-Weißenfeld 1916 und den jüngeren noch unmittelbar vor seiner Abdankung 1918 zu Prinzen. Sämtliche sächsischen Güter der Linie Lippe-Weißenfeld wurden durch die kommunistische Bodenreform von 1945 enteignet.
Älterer Zweig in der Oberlausitz
Ferdinand Graf zur Lippe-Weißenfeld (1772–1846) wurde durch Erbschaft seitens seiner Mutter aus dem Hause der Grafen von Gersdorff ab 1797 Herr der Herrschaft Baruth (Oberlausitz) mit Rackel und Buchwalde. 1808 wurde das Gut Dauban (zwischen Bautzen und Görlitz) hinzuerworben und Ende des 19. Jahrhunderts das Rittergut Sornitz bei Meißen. Ihm folgte sein älterer Sohn Gustav (1805–1882), während der jüngere Hugo (1809–1868) das Schloss Saßleben übernahm, das 1879 verkauft wurde. Bis 1939 war Ferdinand Prinz zur Lippe-Weißenfeld (1903–1939) Herr auf Baruth, Rackel, Buchwalde, Dauban und Sornitz; ihm folgte bis zur Enteignung 1945 seine Witwe Dorothea (Pauline), geborene Prinzessin von Schönburg-Waldenburg.

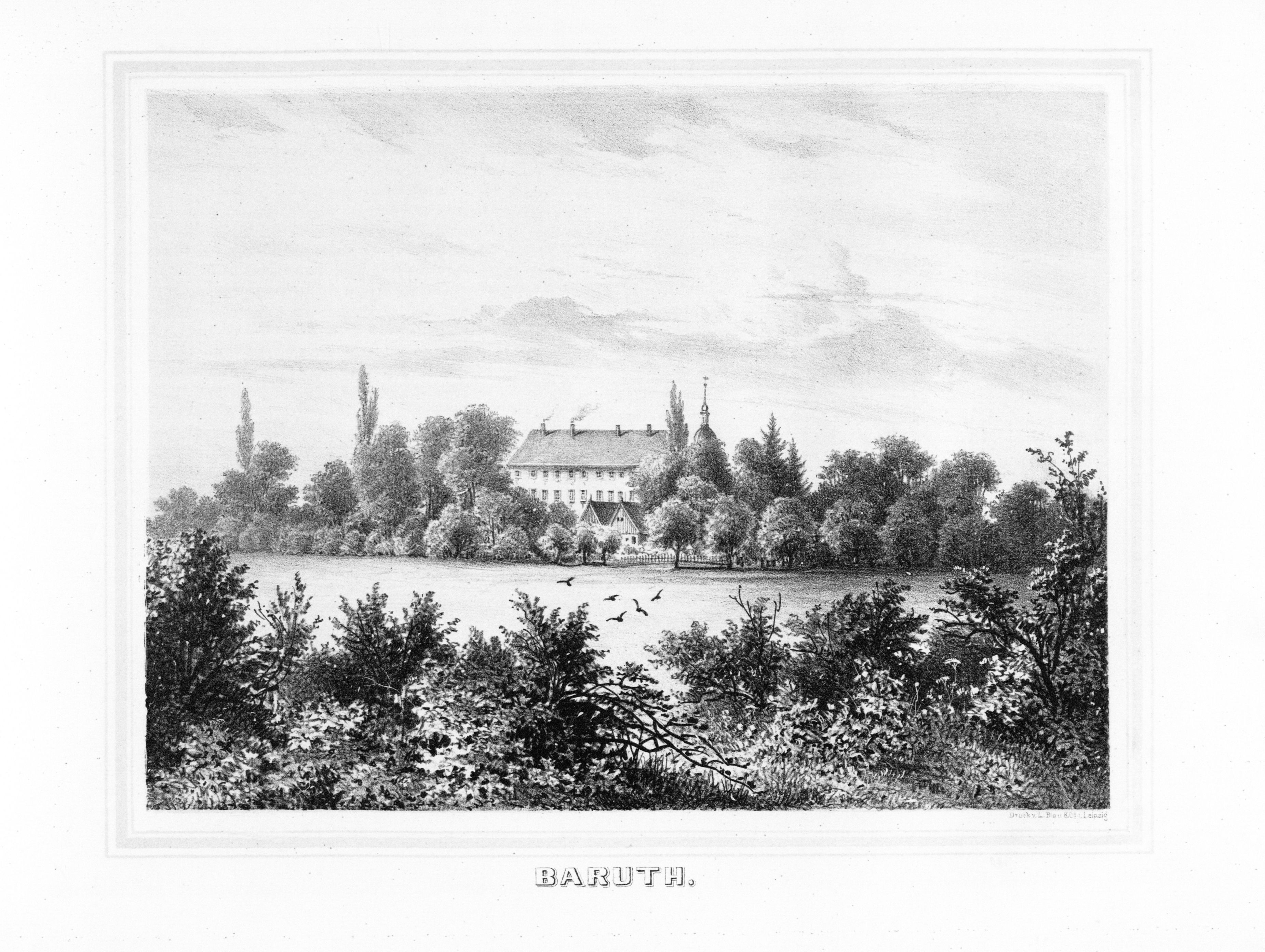
Baruth (Oberlausitz)
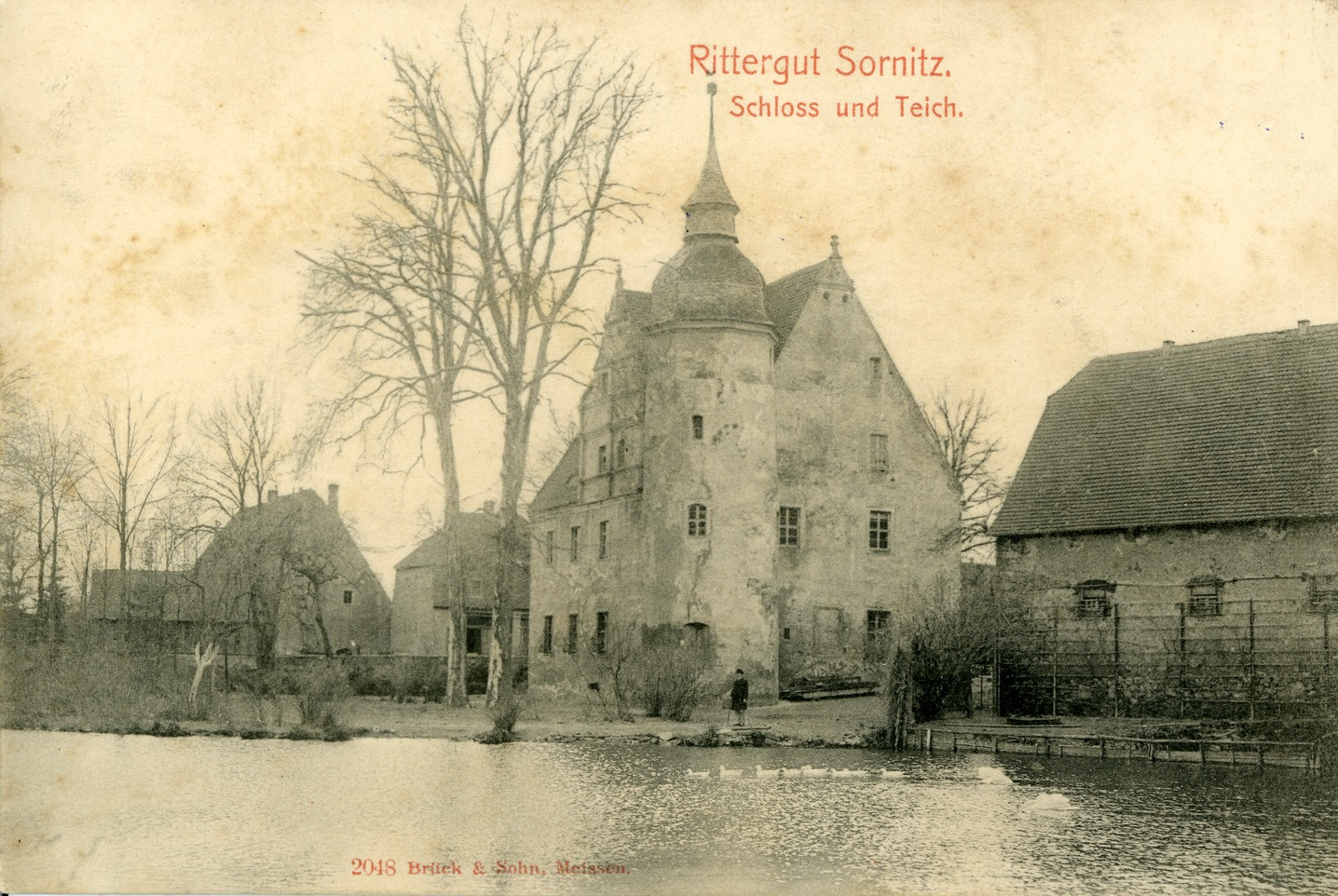
Sornitz

Jüngerer Zweig in Sachsen
Ferdinands Halbbruder Christian (1777–1859) erbte über seine Mutter bzw. seine Gemahlin, die beide der gräflichen Familie Hohenthal entstammten, 1815 das ostsächsische Gut Teichnitz und erwarb 1829 das Gut Lubachau in der Oberlausitz; von 1925 bis 1937 kam kurzzeitig noch das mittelsächsische Gut Gersdorf hinzu. Sein Enkel Clemens zur Lippe-Biesterfeld-Weißenfeld (1860–1920) auf Döberkitz bei Bautzen heiratete 1910 auf Schloss Proschwitz bei Meißen ein, das seine Frau (aus der Familie der Freiherren von Carlowitz) erbte; 1916 wurde er zum Prinzen erhoben. Clemens’ Enkel Georg Prinz zur Lippe-Weißenfeld (* 1957) betreibt als Wiedereinrichter heute das bekannte Weingut Prinz zur Lippe auf Schloss Proschwitz. Clemens’ Urenkel Hagen Lippe-Weißenfeld (* 1975) ist Kulturmanager und unter anderem Intendant des Kammermusikfestes Oberlausitz.

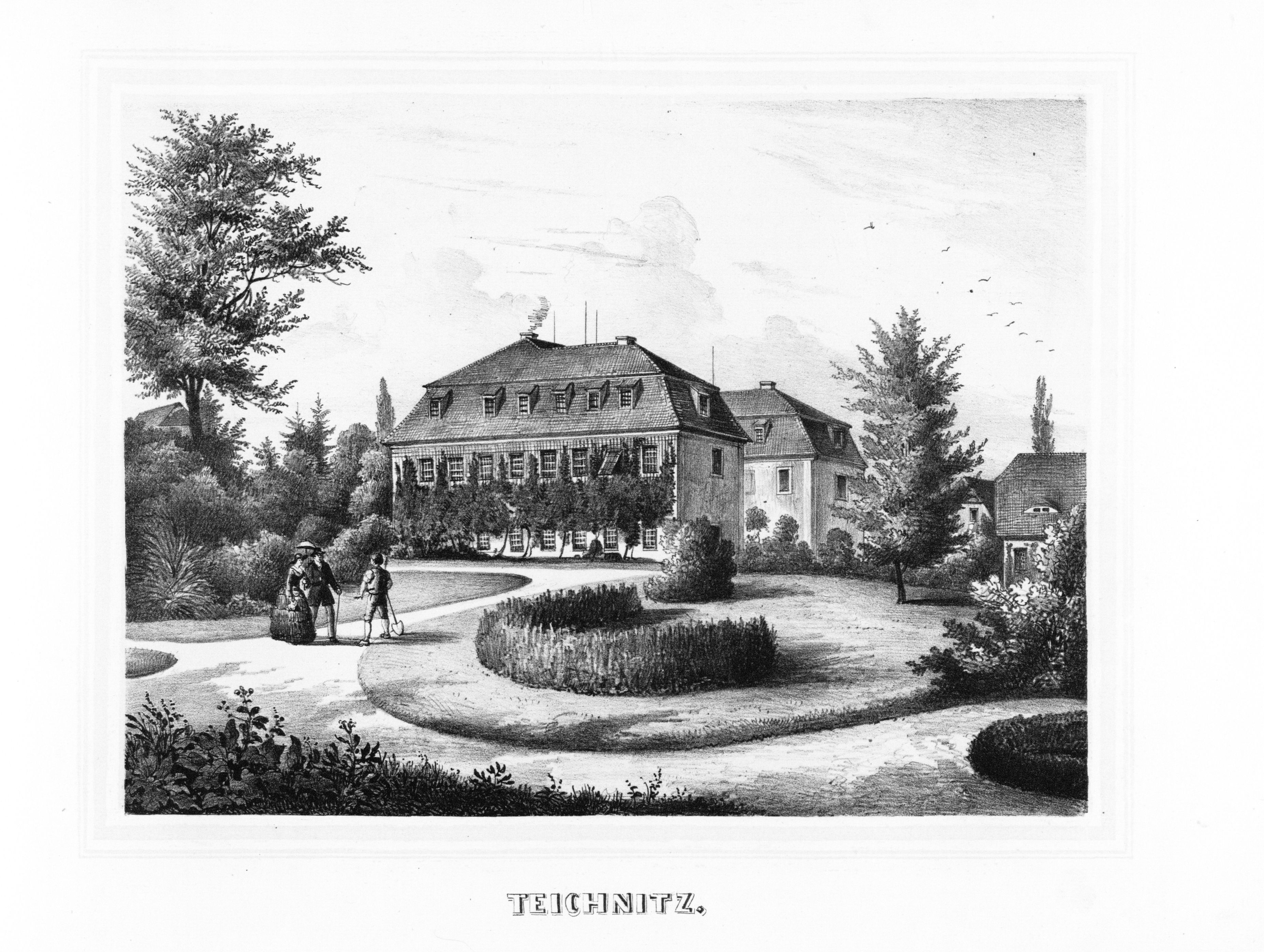
Teichnitz
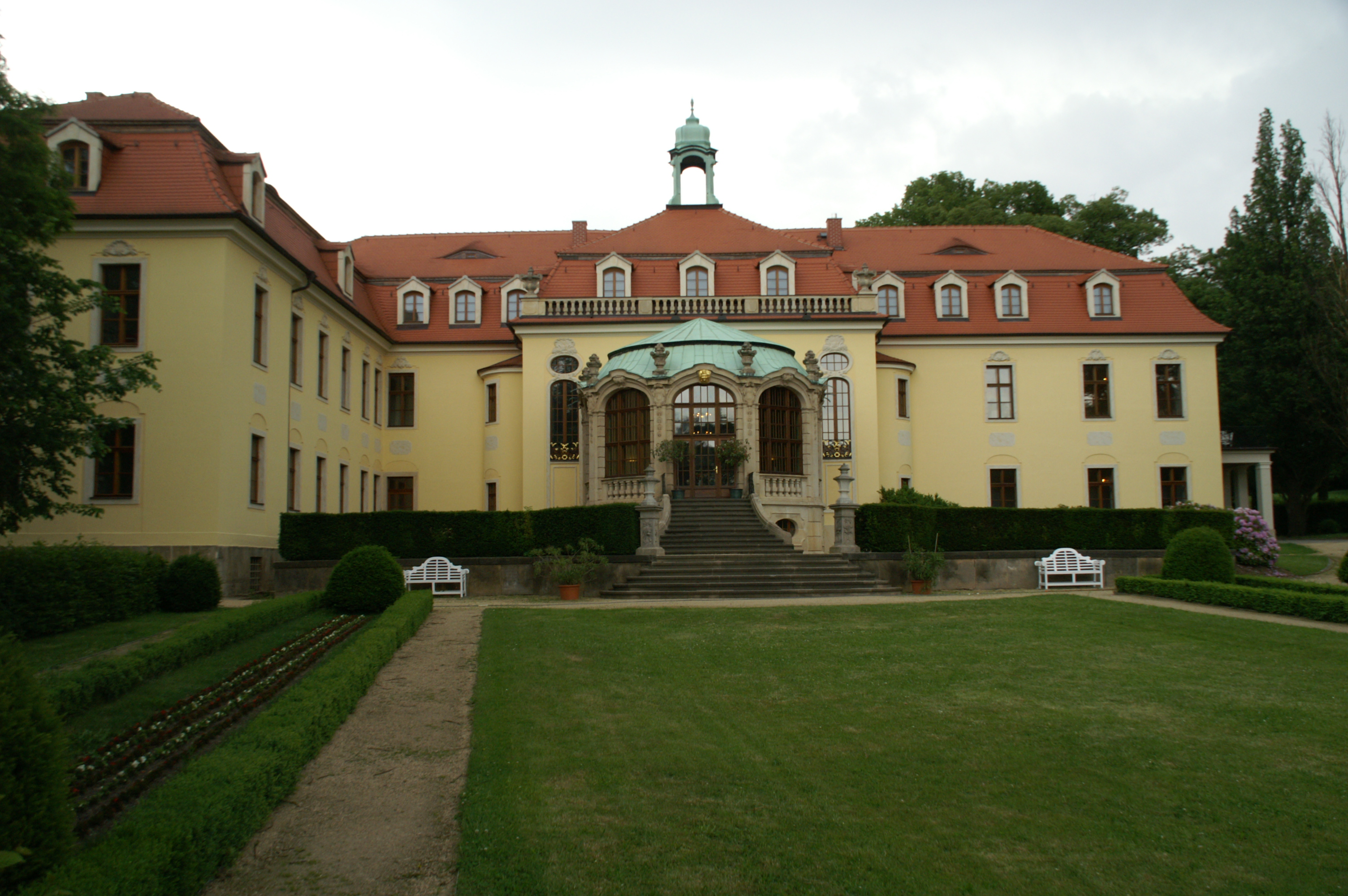
Proschwitz

## Film
- Lippe und sein Fürstenhaus | 800-jährige Familiengeschichte WDR-Dokumentarfilm auf YouTube (45 Min.)